# آماده برای عشق (ترانه)
«آماده برای عشق» (به انگلیسی: Ready for love) تک‌آهنگی از کسکادا است که در ۱۶ سپتامبر ۲۰۰۶ منتشر شد.